# Violette Mbenza
Violette Mbenza, est une footballeuse internationale congolaise.

## Biographie

### Carrière en club
Mbenza a joué pour Grand Hôtel en République démocratique du Congo.

### Carrière internationale
Mbenza a été sélectionnée pour la RD Congo au niveau senior lors du Championnat d'Afrique féminin 2006,.